# چارلز رنلت فلینت
چارلز رنلت فلینت (به انگلیسی: Charles Ranlett Flint) (زاده ۲۴ ژانویه ۱۸۵۰ - درگذشته ۲۶ فوریه ۱۹۳۴) کارآفرین، بازرگان و مدیر ارشد اجرایی آمریکایی بود، که در سال ۱۹۱۱ شرکت آی‌بی‌ام را تأسیس نمود. وی تا سال ۱۹۳۰ ریاست هیئت مدیره آی‌بی‌ام را در اختیار داشت.